# David Gooderson
David Gooderson (Lahore, 24 februari 1941) is een Brits acteur.
Hij debuteerde in 1969 in een aflevering van The Mind of Mr. J.G. Reeder, maar is vooral bekend als patholoog-anatoom Derek Simpkins uit de serie A Touch of Frost. Verder speelde hij vele gastrollen in series als Bergerac, Doctor Who en Footballer's Wives.
Ook speelde hij de barman in de radioversie van The Hitchhiker's Guide to the Galaxy, uitgezonden door de BBC.

## Filmografie
- The Mind of Mr. J.G. Reeder Televisieserie - Sidney Telfer (Afl., The Stealer of Marble, 1969)
- The Adventures of Don Quick Televisieserie - Eerste bankbediende (Afl., People Isn't Everything, 1970)
- Hazell Televisieserie - Winkelbediende (Afl., Hazell Meets the First Eleven, 1978)
- Doctor Who Televisieserie - Davros (Afl., Destiny of the Daleks: Part 1, 1979)
- Tenko Televisieserie - Majoor Sims (Episode 1.1, 1981)
- Codename: Icarus (Televisiefilm, 1981) - Leraar wiskunde
- The Bill Televisieserie - Mr. Skene (Afl., Funny Ol' Business - Cops & Robbers, 1984)
- Seaview Televisieserie - Mr. Shelton (1983-1985)
- Mapp & Lucia Televisieserie - Mr. Woolgar (3 afl., 1985)
- Bluebell Televisieserie - Walker (Episode 1.5, 1986)
- Sunday Premiere: Claws Televisieserie - Spreker (gever van lezingen) (1987)
- C.A.T.S. Eyes Televisieserie - Evans (Afl., Carrier Pigeon, 1987)
- Hannay Televisieserie - Bediende op schip (Afl., The Fellowship of the Black Stone, 1988)
- Bergerac Televisieserie - Sidney le Blanc (Afl., Burnt, 1988)
- The Bill Televisieserie - Edwards (Afl., Burnside Knew My Father, 1990)
- Lovejoy Televisieserie - Cyril Catchpole (Afl., Riding in Rollers (1 of 2), 1991)
- Murder Most Horrid Televisieserie - Bert (Afl., Murder at Tea Time, 1991)
- Boon Televisieserie - Bankmanager (Afl., Walkout, 1992)
- Rumpole of the Bailey Televisieserie - Denver (Afl., Rumpole and the Miscarriage of Justice, 1992)
- Second Thoughts Televisieserie - Hotelmanager (Afl., Double Booked, 1992)
- Murder Most Horrid Televisieserie - Eerste patiënt (Afl., A Severe Case of Death, 1994)
- Searching Televisieserie - Mr. Gillespie (1995)
- Tiré à part (1996) - Bouquiniste
- Footballer's Wives Televisieserie - Priester (Afl., Go for the Overkill, 2003)
- Casualty Televisieserie - Alistair Roberts (Afl., Where There's Life..., 2004)
- A Touch of Frost Televisieserie - Patholoog-anatoom Derek Simpkins (16 afl., 1992-2006)
- Doctors Televisieserie - Albert Pie (Afl., You're My Thrill, 2007)